# Iglesia de Santa María del Campanario (Almazán)
La iglesia de Santa María del Campanario es un inmueble de la localidad española de Almazán, en la provincia de Soria.

## Descripción
Ubicada en una zona elevada en el sur de la localidad de Almazán, tiene origen medieval y cuenta con tres naves. Tiene partes de estilo románico. La parroquia aparece descrita en el segundo volumen del Diccionario geográfico-estadístico-histórico de España y sus posesiones de Ultramar de Pascual Madoz, en la entrada correspondiente a la villa de Almazán, de la siguiente manera:

y son la de Sta. Maria del Campanario, y su agregado Santiago: sit. en el punto S. mas elevado del pueblo, de solidez, pero muy deforme á la vista, y de malas proporciones en el interior: mas parece una fort. que un templo: su construccion gótica, ha ido recibiendo añadiduras ó remiendos que forman un todo desagradable; consta de tres naves con bóvedas desiguales y desfiguradas por pilastrones que estorban la vista; cinco altares, y á los estremos del mayor los escudos de armas de los condes de Altamira. No se sabe su antigüedad, pero se cree sea de la edad media, puesto que hay fundaciones del siglo XVI, y aun se dice que predicó en ella San Vicente Ferrer; son sus titulares la Concepcion de Ntra Sra., bajo el título del Campanario y Santiago el Mayor: componiase el clero de esta parr. de algunos beneficiados ademas del párroco; pero al presente solo hay dos: tiene por anejo á la del l. de Cobarrubias, su curato se provee por concurso, como todos los de las demas de que se hablará.
(Madoz, 1845, p. 77)